# زیردریایی‌های متفقین در جنگ اقیانوس آرام

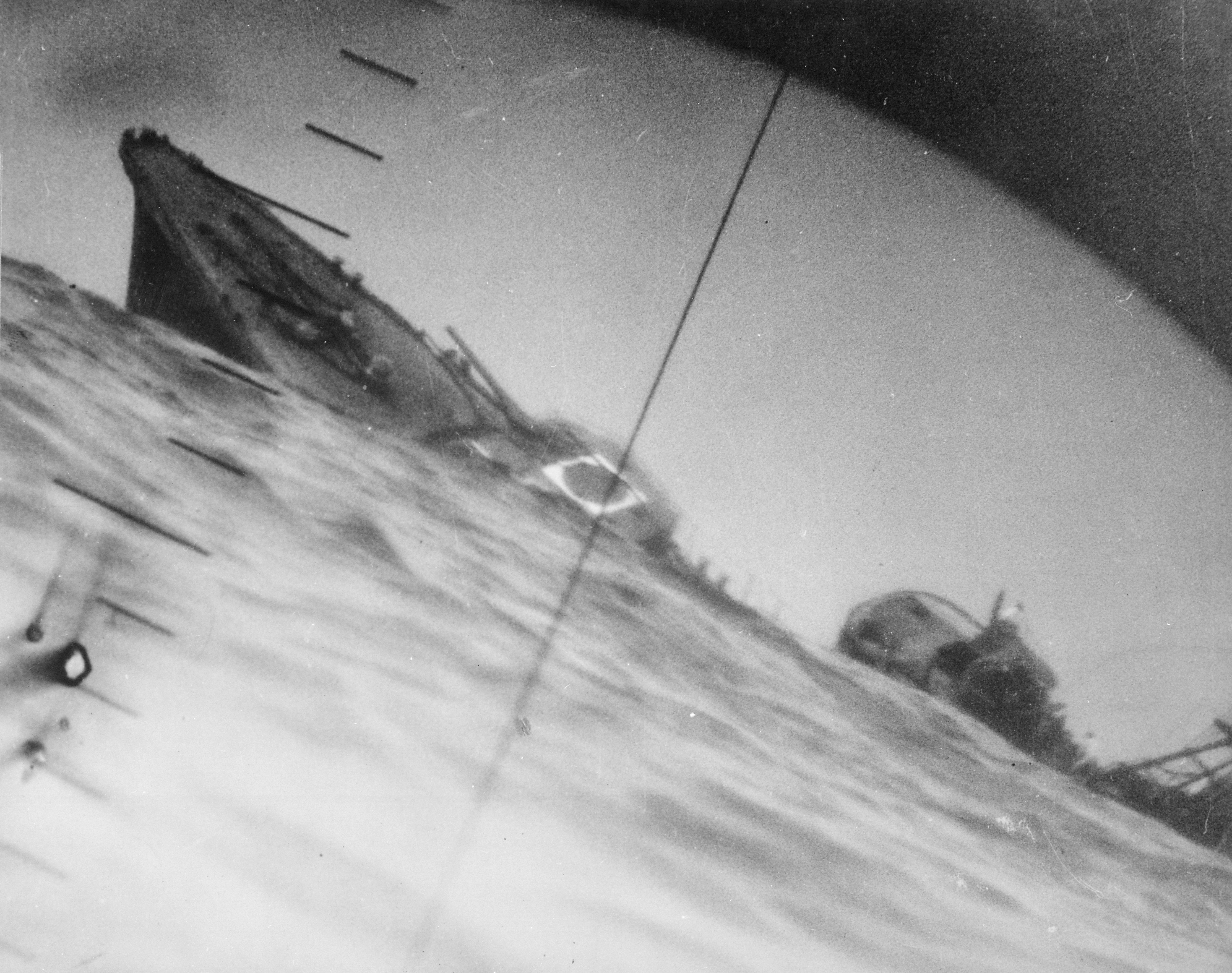
زیردریایی‌های متفقین در جنگ اقیانوس آرام

زیردریایی‌های متفقین در جنگ اقیانوس آرام (انگلیسی: Allied submarines in the Pacific War) زیردریایی‌های متفقین جنگ جهانی دوم در طول جنگ اقیانوس آرام بسیار مورد استفاده قرار گرفتند و یکی از عوامل اصلی شکست امپراتوری ژاپن بودند.
در طول جنگ، زیردریایی‌های نیروی دریایی ایالات متحده آمریکا مسئول ۵۵ درصد از خسارات ترابری دریایی ژاپن بودند. سایر نیروی دریایی متفقین به این خسارت افزودند. جنگ علیه کشتیرانی تنها عامل تعیین‌کننده در فروپاشی اقتصاد ژاپن بود. زیردریایی‌های متفقین همچنین تعداد زیادی از  نیروی زمینی امپراتوری ژاپن (IJA) را غرق کردند و هزاران سرباز ژاپنی را به هلاکت رساندند و مانع استقرار نیروهای IJA در طول جنگ در جزایر اقیانوس آرام شدند.